# أنو 1602
أنو 1602 (بالإنجليزية: Anno 1602)‏ هي لعبة فيديو من نوع إستراتيجية الوقت الحقيقي، صدرت في 24 سبتمبر 1998، وهي متوفرة على أجهزة ويندوز.

## وصلات خارجية
- أنو 1602 على موقع IMDb (الإنجليزية)

- الموقع الرسمي